# Філонов Олексій Юрійович
Філонов Олексій Юрійович (10 листопада 1961) — російський плавець.
Призер Чемпіонату світу з водних видів спорту 1982 року.
Переможець літньої Універсіади 1983 року, призер 1981 року.